# Månekrater
Et månekrater er en dannelse på overfladen af Månen, som langt overvejende er dannet ved nedslag af objekter. Månens overflade er dækket af kratere; der er en halv million kratere, som er mere end 1,6 km brede, og man har beregnet, at der findes omkring 50 billioner kratere, som er mindst 30 cm brede. Nedslag rammer med en stærkt varierende fart, idet 20 km/s er en typisk værdi. Et nedslag med denne hastighed frembringer et krater, hvis diameter er 10 til 20 gange større end det legeme, som slår ned.

## Historie
Ordet krater blev valgt af Galileo fra det græske ord kratér (et blandekar til vand og vin). Han byggede sit første teleskop i slutningen af 1609 og rettede det for første gang mod Månen den 30. november 1609. Han opdagede, at Månen ikke, som det ellers var den almindelige opfattelse dengang, var en perfekt kugle, men at den havde bjerge og bægerformede fordybninger, hvilke sidste han gav navnet kratere.
Den videnskabelige opfattelse af kraternes oprindelse svingede frem og tilbage i de følgende århundreder. De fremherskende teorier var, at vulkanudbrud havde sprængt hullerne eller, at der var tale om meteoritnedslag. En alternativ teori, kendt som Welteislehre, der udvikledes i Tyskland mellem de to verdenskrige, foreslog, at glaciale virkninger skabte kraterne.
At de fleste kratere er runde, var i mange år det bedste argument for vulkanteorien. Kun meteoritter, der ramte i en 90° vinkel skulle kunne danne cirkelrunde kratere; alle andre vinkler ville danne ovale kratere. Beviser indsamlet under Apollo-programmet og af ubemandede rumsonder fra samme periode viste, at det var nedslag fra meteorer – eller fra asteroider, når det gælder større kratere – som havde forårsaget næsten alle månekratere (og dermed implicit de fleste kratere på andre himmellegemer også). De cirkelrunde kratere skyldtes eksplosionerne fra nedslaget – uanset vinklen. Eftersom Månen hverken har flydende vand, atmosfære eller tektoniske plader er der kun ringe erosion, så der findes kratere med en alder på over to milliarder år. De store krateres alder fastlægges ud fra det antal mindre kratere, som findes i dem, idet ældre kratere i almindelighed med tiden vil blive ramt af flere små nedslag.
Dannelse af nye kratere overvåges af NASA's 'lunar impact monitoring program'. Det kraftigste observerede nedslag fandt sted den 17. marts 2013. Nedslaget var så kraftigt, at det kunne ses fra Jorden med det blotte øje. Det anslås, at nedslaget var forårsaget af en ca. 40 kg tung meteorit, der ramte månens overflade med en hastighed på 90,000 km/t.

## Karakteristika
Langt de fleste kratere er cirkulære men enkelte, som f.eks. Messier, er aflange. Foruden fordybningen udviser krateret som regel en hævet rand bestående af udkastet materiale, som ikke er nået så langt væk, og der er kraterrande eller -vægge, som er nedadgående skråninger til kraterbunden indvendig og til den omgivende måneoverflade udvendig. Afhængigt af nedslagets størrelse vil der være et omgivende område med materiale, som er kastet ud ved nedslaget. Området har typisk en lysere farve end omgivelserne, fordi det har været udsat for strålingserosion i kortere tid.
Da Månen hverken har flydende vand, atmosfære eller tektonisk aktivitet, er der kun meget begrænset erosion, hvorfor det er muligt at finde kratere, der er op til to milliarder år gamle. Kraternes alder fastslås gennem antallet af mindre kratere inde i krateret, idet ældre kratere alt andet lige vil have flere nedslagskratere inde i sig end yngre kratere.
Det største krater er Sydpol-Aitkenbassinet nær Måneds sydpol, der med en diameter på ca. 2.500 km er et af de største nedslagskratere i Solsystemet. Krateret ved nedslaget blevet delvist opflydt med opstrømmende lava og anses også som et månehav. Tilsvarende er der teorier om, at det største månehav, Oceanus Procellarum også er et gigantisk nedslagskrater opfyldt af lava. Af nedslagskratere, der ikke er nedslagsbassiner er bl.a. Aiten (diameter ca. 135 km) og Plato (diameter 101 km).
De mindste kratere som er fundet, har været af mikroskopisk størrelse, og er fundet i sten på Jorden, som stammer fra Månen.
Månekratere vil typiske have flere eller alle af følgende karakteristika:
- et omgivende område med materiale, der er slynget ud, da nedslaget fandt sted. Det omkringliggende område er typisk lysere end de ældre materialer grundet en kortere periode, hvor materialet har været påvirket af stråling fra Solen.
- en forhøjet rand omkring krateret forårsaget af udslynget materiale, der ikke er nået langt væk fra nedslagsstedet
- en kratervæg, der leder stejlt ned til kraterets bund
- en kraterbund, der er en mere eller mindre jævn flade, der over tid udfyldes af mindre kratere
- et central forhøjning/tinde, der kan findes i kratere med en diameter på mere end 26 kilometer. Forhøjningen skabes af den kinetiske energi ved nedslaget, der resulterer i en kraftig varme, der smelter klippemateriale.

## Typer af kratere
Kraterne opdeles normalt i følgende hovedtyper:
- Kraterdiameter op til ca. 15 km. Dette er enkle, skålformede kratere, hvis dybde er omkring en femtedel af diameteren.[9]
- Kraterdiameter mellem ca. 20 og 175 km. Dette er komplekse nedslagskratere, hvor kratervæggen typisk falder i terrasser ned til en flad kraterbund af størknet lava, og hvor kraterbunden har en eller flere toppe omkring kraterets midte. Toppene dannes ved en "plask-virkning", som skyldes, at det indgående objekts kinetiske energi omdannes til varme og smelter noget månemateriale.
- Kraterdiameter mellem 175 og 300 km. Komplekse kratere med centrale toppe og med mere komplekse centrale, ringformede toppe i kraterets indre.
- Kraterdiameter over ca. 300 km. Disse meget store kratere, hvoraf der er godt 40 på Månen, kaldes nedslagsbassiner. De er forbundet med forkastninger og andre deformationer af Månens skorpe, og udkastninger fra dem kan dække udbredte områder omkring nedslaget.

## Fremtrædende kratere på Månens forside
Den røde markering på nedenstående billeder viser beliggenheden af de anførte kratere på Månens forside.
- Albategniuskrateret
- Aristarchuskrateret
- Aristoteleskrateret
- Baillykrateret
- Claviuskrateret
- Copernicuskrateret
- Fra maurokrateret
- Humboldtkrateret
- Janssenkrateret
- Langrenuskrateret
- Longomontanuskrateret
- Maginuskrateret
- Metiuskrateret
- Moretuskrateret
- Petaviuskrateret
- Picardkrateret
- Piccolominikrateret
- Pitatuskrateret
- Pliniuskrateret
- Rheitakrateret
- Russellkrateret
- Schickardkrateret
- Seleucuskrateret
- Stadiuskrateret
- Stöflerkrateret
- Thebitkrateret
- Theophiluskrateret
- Tychokrateret
- Vendelinuskrateret
- Wargentinkrateret